# سپر تونل
سپر حفاری تونل (انگلیسی: Tunnelling shield) یک سازه حفاظت و ایمنی است که در هنگام حفر تونل‌های بزرگ توسط نیروی کار انسانی استفاده می‌شود.
 هنگام حفاری در زمینی که نرم، مایع یا ناپایدار است، علاوه بر خطر بالقوه سلامت و ایمنی برای کارگران، امکان ریزش مصالح و ویرانی برنامه عمرانی وجود دارد. برای پیشگیری از این مخاطرات از سپر حفاری تونل به عنوان یک سازه پشتیبانی موقت از بنا استفاده می‌شود.
معمولاً سپر حفاری موقتاً در حین حفاری استفاده می‌شود تا سازه ماندگار تکمیل و جایگزین آن شود. سازه ماندگار، بسته به شرایط و امکانات زمانی و مکانی، می‌تواند از آجر، بتن، چدن یا فولاد ساخته شود.

## پیشینه
سپر حفاری تونل اولین بار توسط مارک ایزامبارد برونل طراحی شد و در ژانویه سال ۱۸۱۸م، در بریتانیا به ثبت رسید. اولین نمونه موفق این سازه نیز توسط هنری مودسلی و همکارانش ساخته و در حین حفر تونل تیمز، به کار گرفته شد. گفته شده‌است که مهندس برونل در ساخت سپر حفاری تونل از نوعی صدف کرم مانند دریایی که آفت چوب کشتی است و با ایجاد سوراخ باعث خرابی می‌شود، الهام گرفته‌است. این کرم دریایی که به موریانه دریا نیز معروف است واز رده دو کفه ای‌ها محسوب می‌شود، به کمک یک جفت زائده صدفی بسیار کوچک، چوب را سوراخ کرده و راه خود را باز می‌کند.

اولین نمونه سپر حفر تونل شکل اتاقی مکعب-مستطیل داشت، اما بعدها نمونه‌های پیشرفته استوانه ای شکل نیز ساخته شده‌اند. همچنین سپر تونل می‌تواند به تجهیزات دیگری از جمله پمپ تخلیه آب یا تهویه هوا مجهز باشد.
 اولین نمونه سپر حفاری مجهز به پمپ‌های تخلیه آب بود. این نمونه که مدلی از آن در موزه برونل در رودرهاید وجود دارد، ساختاری است که از ۱۲ قالب بزرگ تشکیل شده‌است. این قالب‌ها مانند کتابهایی که در درون یک قفسه قرار گرفته باشند، تنگاتنگ هم قرار دارند. هر قالب به ۳ بخش تقسیم شده، طوری که در مجموع ۳۶ سلول حفاری تشکیل می‌شود.
 هر سلولی مانند یک کارگاه کوچک حفاری عمل کرده و یک کارگر در آن مشغول حفاری بود. سلول‌ها در قسمت عقب باز بودند اما قسمت جلوی آنها به وسیله صفحه‌های متحرک بسته شده بود. قسمت جلو رو به خاکی بود که باید کنده می‌شد. کارگران به ترتیب یک صفحه را برمی‌داشتند و خاک مقابل پنجره ایجاد شده را تا عمق ممکن می‌کندند و سپس صفحه را جابجا کرده و در عمق بیشتری کار حفاری را ادامه می‌دادند. صفحه در پیشاپیش سلول قرار داشت و در جای خود محکم شده بود. بنابر این هر سلول به همراه همه صفحه‌های متصل به آن در دل خاک پیش می‌رفت. این پیشروی با دو پیچ، تنظیم می‌شد. یک پیچ در پایین و پیچ دیگر در قسمت بالای سلول حفاری، که از یک سو بر یک دیوار آجری تکیه داشتند و در نتیجه با چرخش آنها در فضای خالی مقابل دیوار پیش می‌رفتند. سپس به همین ترتیب یک سلول جدید جایگزین سلول قبلی شده و کار حفاری ادامه پیدا می‌کرد. طرز کار چنین بود که همزمان وقتی کارگری در بخش جلوی سلول مشغول کندن خاک بود، کارگر دیگری در قسمت عقب سلول دیوار آجری را می‌ساخت.